# Зоран Јанковић (ватерполиста)
Београд, СР Југославија
Зоран Јанковић (Зеница, 8. јануар 1940 — Београд, 25. мај 2002) био је југословенски и српски ватерполиста.

## Спортска биографија
Освојио је сребрну медаљу на Летњој олимпијади 1964. у Токију и златну медаљу у Мексико Ситију 1968, са југословенском мушком ватерполо екипом. Одиграо је 221 меч у капици Југославије, уз 259 постигнутих  голова.
У каријери је играо за Младост из Загреба и Партизан из Београда. Са Партизаном је освојио прве трофеје у историји клуба и свакако су најистакнутије 4 титуле шампиона Европе. Постигао је чак 99 голова у четири сезоне када је са Партизаном освајао купове шампиона, укупно преко 150 голова у овом такмичењу. Био је најбољи стрелац не само Партизана него и светског ватерпола у том периоду. Био је први и до сада једини ватерполиста који је у једној утакмици на Олимпијским играма постигао 10 голова.
Преминуо је 25. маја 2002. године у Београду. Сахрањен је у Алеји заслужних грађана на Новом гробљу у Београду.